# Шидловский, Илиодор Иванович
Илиодо́р Ива́нович Шидло́вский (1827—1904) — тайный советник, член Совета министра внутренних дел, Воронежский губернский предводитель дворянства.

## Биография
Происходил из дворянского рода Шидловских. Родился 10 (22) июля 1827 года в Успенской слободе (Бирюченский уезд, Воронежская губерния). Отец — Иван Евдокимович Шидловский (ок. 1774—1846), мать — Мария Фёдоровна Гросенгейдер (?—1859); дед — поручик Евдоким Степанович Шидловский (1743—1808), основатель селения Александровка (ныне город Донецк). Брат Илиодора — Иван (1812—1872), кавалер ордена Святого Георгия IV класса (в 1839).
В 1847 году окончил Александровский лицей. В 1854 году получил звание камер-юнкера. В 1866—1868 годах состоял бирюченским уездным предводителем дворянства, в 1868—1875 годах — Воронежским губернским предводитель дворянства; с 30 августа 1870 года — действительный статский советник.
С 1875 года — член Совета министра внутренних дел. С 1 января 1882 года — тайный советник.
Кавалер орденов: Белого Орла (30.8.1886), Св. Владимира 2-й степени (8.9.1878), Св. Анны 1-й степени (1874), Св. Станислава 1-й степени (1872). Почётный гражданин города Бирюч (27.09.1868).
Владел имениями Покровское, Волчье и слободой Верхне-Моисеевка Бирюченского уезда Воронежской губернии, селом Ивановка (Криворожье) Бахмутского уезда Екатеринославской губернии (родовое) и селом Новопузино Коротоякского уезда Воронежской губернии. Совместно с братьями и сёстрами был владельцем Казачьей Писцовой дачи (более 10 тыс. десятин) в Бирюченском и Валуйском уездах Воронежской губернии.
Умер 4 (17) декабря 1904 года.

## Семья
Жена (с 27.04.1858) — Мария Николаевна, урождённая Абаза (1838—1919), двоюродная сестра министра финансов.
Их дети:
- Николай (1859—1935)
- Сергей (1861—1922)
- Мария (1862—1845; замужем за графом И. В. Стенбок-Фермор)
- Владимир (24.12.1863—?)
- Елена (1866—?; замужем за бароном Н. М. Фредерикс)
- Иван (1871—1932), с 12 ноября 1908 года был женат на графине Марии Григорьевне Коновницыной.